# Русская геральдика
Ру́сская гера́льдика — геральдическая система, сложившаяся в России. Тесно связана с сфрагистикой, нумизматикой и вексиллогией.
В России геральдика сформировалась на несколько веков позднее, чем в Западной Европе. С конца XV века образование единого Русского государства и включение его в систему международных отношений создали необходимость визуализации верховной власти по европейским образцам. Однако первые эмблемы, при составлении которых были учтены правила геральдики, возникли в России в XVII веке. В конце XVII века на русскую геральдику существенно повлияла польская.
Имевшуюся ранее в России геральдику в начале XVIII века реформировали и практически полностью заменили на геральдику нобилитетной формы, характерной для Европы конца XVII — начала XVIII века. По этой причине в России личная и родовая геральдика стала прерогативой и атрибутом исключительно дворянства и в целом знати. В 1722 году создана Герольдмейстерская контора, с 1800 года — Герольдия — учреждение, которое ведало гербами. В 1785 году для каждого российского города было предписано иметь собственный герб. «Царский титулярник» 1672 года, «Гербовник» А. Т. Князева 1785 года и другие документы произвели кодификацию российской геральдики. В 1797—1917 годах официальный «Общий гербовник дворянских родов Всероссийской империи» (20 частей, из них опубликованы 10) кодифицировал значительную часть российских родовых и личных гербов. В результате Октябрьской революции 1917 года российская родовая и личная геральдика потеряла своё прежнее значение.
С начала 1980-х годов российская школа гербоведения переживает некоторое возрождение.

## Русское государство
История русской геральдики тесно связана с древнерусскими печатями и монетами, получившими развитие после распада Киевской Руси на отдельные удельные княжества. На первых печатях и монетах изображались фигуры князей или лики святых, а также родовые знаки (тамга). После победы в Куликовской битве московский князь Дмитрий Донской с ноября 1381 года чеканил монеты на базе ордынских дангов. На новгородских и тверских печатях XV века изображались различные животные (лошадь, медведь, барс).
Современными историками принято считать, что изображение московского герба и государственного герба в виде двуглавого орла сформировалось в эпоху Ивана III. На обеих сторонах печати 1583 года Ивана Грозного изображено 24 эмблемы, в Царском титулярнике 1672 года присутствует уже 33 гербовые эмблемы городов и земель. В 1670-х годах в России было около 250 городов и крепостей, но только 33 эмблемы из них нашли отражение в «Титулярнике». Аналогичное количество гербовых эмблем содержится на московском гербе в мемуарах немецкого посла И. Г. Корба и в атласе Шателена.
Основы русской геральдики утвердились во времена царя Алексея Михайловича, когда на московскую службу перешли многие выходцы из Великого княжества Литовского. Если до него и существовали некоторые эмблемы, как, например, двуглавый орёл государственной печати, печати некоторых городов, тамги князей и т. п., то они не имели полноты и законченности и, соответственно, ещё не приняли постоянных геральдических форм.
Большое значение имел труд государева печатника, боярина Артамона Матвеева: «Всех великих князей московских и всея России самодержцев персоны и титла и печати» (1672 год). Он включал в себя гербы (по сути, ещё «рисунки эмблем») 33 русских земель, названия которых входили в большой государев титул Алексея Михайловича.
По просьбе царя император Священной Римской империи Леопольд I прислал в Москву своего герольдмейстера Лаврентия Курелевича (Хурелича), который в 1673 году написал сочинение (оставшееся в рукописи) «О родословии российских великих князей и государей, поднесенное царю Алексею Михайловичу от цесарского советника и герольдмейстера Лаврентия Курелича, с показанием имеющегося, посредством браков, сродства между Россией и восмью европейскими державами, то есть цесарем римским и королями: англинским, дацким, французским, гишпанским, польским, португальским и шведским, и с изображением оных королевских гербов, а в средине их великого князя св. Владимира, на конце же портрета царя Алексея Михайловича». Этот трактат служил важным пособием для посольского приказа (подлинник на латинском языке и русский перевод хранились в архиве иностранных дел, а в настоящее время хранятся в РГАДА.
Источником для польских гербов послужили знаки, помещавшиеся на знамёнах, в то время как в России в основу старейших гербов легли эмблемы тех областей и городов, которые некогда составляли уделы владельцев гербов. Такой принцип сохранился отчасти и в других русских гербах; так, в гербы родов, пришлых в Россию, старались помещать эмблемы, хотя бы отчасти указывающие на происхождение рода. Наряду с этим при составлении гербов принимались в соображение и личные заслуги. Таким образом, сформировалась смешанная, или русская, система гербов.
В царствование Петра I, в 1705 году, в Амстердаме была напечатана книга «Символы и эмблемата», содержащая более 800 изображений, послуживших впоследствии примером для создания многих российских гербов.
Начиная с XVII века в России бытовали неутверждённые дворянские гербы; их можно обнаружить на многих вещественных памятниках, произведениях искусства и в письменных источниках. Правда, атрибутировать подобные изображения и установить их владельца бывает затруднительно, а иногда совсем невозможно. большой вклад в изучении неутверждённых дворянских гербов внёс В. К. Лукомский. Среди неутверждённых встречаются гербы родов Кваренги, Голенищевых-Кутузовых, Сперанских.
- Изображение из Титулярника, 1672
- Герб из книги Иогана Корба, 1699
- Герб из атласа Анри Абрахама Шателена, 1714

## Российская империя
Гербы разделяются на родовые (фамильные) и земельные (городские, губернские и т. д.). Изображение герба формировалось по тинктурному принципу с использованием росписной финифти различных цветов. Сам герб мог содержать изображения щита, короны, воинской атрибутики, гербовых фигур (геральдических или негеральдических), различные украшения с лентами и растительными орнаментами.
В январе 1722 года Петром I при Сенате была образована Герольдмейстерская контора под управлением С. А. Колычёва в должности герольдмейстера. В апреле составителем гербов назначен граф Ф. М. Санти. К середине 1720-х годов Ф. Санти вместе с художниками И. В. Чернавским и П. А. Гусятниковым изготовили рисунки 137 городских гербов. Для некоторых городов было составлено по 2—3 варианта герба.
Отмечается и деятельность Военной коллегии по созданию знамён с рисунками на них гербов провинций и городов. Создание такого типа знамён было связано с военными реформами Петра, который предполагал расположить армию на «вечные» квартиры по провинциям, переименовав все полки и гарнизоны согласно их местам дислокации. Переименование полков состоялось 16 февраля 1727 года, тогда же встал вопрос и о новых знамёнах для полков и рот. К декабрю 1727 года Франц Санти составил для Военной коллегии «Знамёнам гербовник на 22 листах, в них разных полков 43 герба». Известно, что в 1729 году составлением гербов для Военной коллегии занимался и Б. Х. Миних. С 1726 года при Петербургской Академии наук также была учреждена кафедра геральдики под надзором И. С. Бекенштейна. В 1734 году Бекенштейн занимался составлением гербов для Слободских полков.
После отставки Санти его место занял обер-директор Военной коллегии граф Б. Х. Миних, под его надзором художником Барановым на основании работ Санти было изображено 88 гербов. В 1731—1740 годах Герольдмейстерской конторой управлял Пётр Тимофеевич Квашнин-Самарин, а позже И. Г. Гейнцельман и В. Е. Адодуров, возглавивший контору в 1753—1755 годах. В январе 1763 года при Сенате учреждается Герольдия. В 1771 году её возглавил князь М. М. Щербатов, гербы рисовали художники И. Токарев и А. Бутковский. В 1783—1794 годах руководителем Герольдии являлся Л. К. Талызин, составивший один из ранних русских рукописных гербовников «Руководство к геральдике, содержащее происхождение, основание и нужные правила науки сей относительно до гербов Российских с начертанием и описанием оных». Рукопись хранится в составе Эрмитажного собрания Российской национальной библиотеки. К концу XVIII столетия в Герольдии было разработано около 500 изображений городских гербов.
В 1797 году по указу Павла I начато составление Общего гербовника дворянских родов Всероссийской империи. Его составлением занялся Матвей Фёдорович Ваганов, состоявший с 1797 год секретарём департамента герольдии, им было подготовлено 9 томов, из которых напечатаны только первые четыре. В 1800—1802 годах директором Герольдии был О. П. Козодавлев, а в 1804—1817 годах В. С. Грушецкий. Из утверждённых до 1918 года 20 томов Гербовника было составлено 16 томов, а напечатано только 10 (тома 11—16 остались в рукописном виде и хранятся в ЦГИА в Санкт-Петербурге). При Павле I вышло 5 томов, при Александре I опубликовано 4 тома и при Николае I издан один том. Гравировка гербов для 5—10 томов была выполнена в 1836—1840 годах А. Г. Ухтомским и И. П. Фридрицем.
В 1843 году Герольдия преобразуется в Департамент Герольдии Правительствующего сената. В 1857 году учреждается Гербовое отделение Департамента Герольдии по изготовлению гербов, просуществовавшее до 1917 года. Его возглавил Б. В. Кёне, под руководством которого работали художники А. Беземан, О. Альтдорф и А. Фадеев. С 1889 года новым управляющим Гербового отделения стал А. П. Барсуков, а в 1914—1917 годах — В. К. Лукомский.
- Государственный герб и гербы губерний и областей Российской империи
- Титульная страница грамоты Екатерины II, 1776 год
- Титульная страница грамоты Павла I, 1796 год

## Советский период
Кроме государственных гербов СССР, союзных и автономных республик, являвшихся образным выражением советской идеологии и символизировавших основные принципы и устои социалистического государства, в советское время было создано большое количество советских эмблем.
Декретом народного комиссара юстиции от 13 апреля 1918 года Гербовое отделение Сената было преобразовано в Гербовой музей. В 1931 году Гербовой музей был реорганизован в Кабинет вспомогательных исторических дисциплин в составе Ленинградского отделения центрального исторического архива. В это время музей находился в помещении бывшего Гербового отделения Сената (Сенатская площадь, дом 1). В 1932 году Кабинет вспомогательных исторических дисциплин был переведён в новое помещение (Английская набережная, дом 4) и в 1939 году реорганизован в Архивный кабинет при ЦГИА СССР (Российский государственный исторический архив). Эту дату В. К. Лукомский, возглавлявший Гербовой музей с момента его создания, считал датой окончания существования специального геральдического органа в СССР.
Материалы Гербового музея были обнаружены в архиве ЦГИА СССР в 1965 году. Особую часть архива составляли важнейшие письменные памятники русского родословия, а также государственной и сословной геральдики. Здесь хранились «Бархатная книга», подлинные рисунки государственных гербов Российской империи; гербы губерний и городов, гербы членов императорской фамилии, «Общий гербовник дворянских родов» в двадцати частях (1797—1917), «дипломные» гербы в двадцати и «Сборник лейб-кампанских» гербов в пяти книгах. Коллекции Гербового музея составляли: гербы большой государственный, губерний и областей, выполненные из цветных металлов ювелиром Боком в 1900 году, собрание слепков с русских и некоторых европейских государственных печатей XV—XIX веков, собрание оттисков печатей с гербами дворянских родов Европы в количестве более 25 000 экземпляров. Сюда же входили предметы музейного характера: жезлы и одежда герольдов, матрицы гербовых печатей, суперэкслибрисы, предметы прикладного искусства и другие материалы с гербами. Библиотека включала в себя около 2000 книг на десяти европейских языка по геральдике, генеалогии, сфрагистике и дипломатике.

## Постсоветский период
20 февраля 1992 года постановлением Правительства Российской Федерации № 102 была образована Государственная геральдическая служба под управлением Г. В. Вилинбахова. Её задачей является контроль и регистрация государственной, территориальной и большой части ведомственной геральдики.
В 1999 году Государственная геральдическая служба преобразована в Геральдический совет при Президенте Российской Федерации и учреждён пост государственного герольдмейстера.
В 2003 году утверждено «Положение о Геральдической комиссии при Главе субъекта Российской Федерации», предписывающее в каждой области РФ иметь собственную Геральдическую комиссию.

## Гербоведение
Гербоведение в России сформировалось в XVIII веке. К середине XIX века эта отрасль получила признание в качестве вспомогательной исторической дисциплины. Вклад в развитие геральдики в России внесли Г. Мальгин, А. Б. Лакиер, Ю. В. Арсеньев, которые создали российскую геральдическую терминологию.
Важным трудом по сфрагистике и геральдике стала работа А. Б. Лакиера «Русская геральдика», опубликованная им в конце 1854 года, а также работа П. П. Винклера «Гербы городов, губерний, областей и посадов Российской империи, внесенные в полное собрание законов с 1649 по 1900 год». В публикациях И. И. Толстого, А. В. Орешникова, Н. П. Бауера, И. Г. Спасского и А. А. Сиверса был изучен и классифицирован материал по русской нумизматике.
В качестве научной школы российская геральдика существует с начала XX века. В этот период начали выходить труды профессиональных историков-гербоведов — В. К. Лукомский и др. Тогда же было начато преподавание геральдики в высших учебных заведениях в Санкт-Петербурге и Москве. В СССР геральдика стала частью комплекса вспомогательных исторических дисциплин. Этим предметом занимались Н. П. Лихачёв, А. В. Арциховский, Е. И. Каменцева. В советское время работу по изучению русской нумизматики продолжили Н. В. Устюгов и Е. И. Каменцева, а также В. Л. Янин и П. Г. Гайдуков.
C 10 по 15 сентября 1987 года на Выставке достижений народного хозяйства (ВДНХ) прошёл первый в СССР официальный сбор коллекционеров-геральдистов, послуживший точкой отсчета ежегодным Всесоюзным слётам любителей геральдики. В 1987 году при Отделении истории АН СССР организована Координационная комиссия по поиску и сбору информации о существующих ныне городских гербах.
Широкое распространение коллекционирования значков с геральдической символикой берёт своё начало с 1968 года, когда на Экспериментальном творческо-производственном комбинате (ЭТПК) Художественного фонда СССР начат выпуск серии значков с историческими гербами городов СССР.
С начала 1980-х годов российская школа гербоведения переживает период возрождения. Были опубликованы работы Н. А. Соболевой и др. Появился ряд исследовательских центров по геральдике и генеалогии, в том числе созданных на базе институтов РАН.
В 1998 году появилось первое издание книги-альбома о действующих гербах более 300 российских городов, символы которых утверждены органами местной власти, с их историческими справками — «Гербы городов России», подготовленное коллективом профессиональных историков, членов Геральдической комиссии Отделения истории РАН, работавших под руководством доктора исторических наук Н. А. Соболевой, а также членов Всероссийского геральдического общества.
Публикуются работы исследователя А. Г. Силаева, известного своим псевдонаучным подходом, в рамках которого он выводит российскую геральдику из глубокой древности, предполагая, что у неё имелись свои особые правила (т. н. «русская геральдика» Силаева).